# José Galisteo
Jose Galisteo (Viladecans, Barcelona - 24 de febrer de 1977) és un cantant català. Es va donar a conèixer com a finalista del programa de televisió Operación Triunfo 2006 emès a Telecinco. El 2014 presentà el seu quart treball discogràfic I believe in you. Anteriorment havia publicat Remember (2007), Luces y sombras (2009) i Wish (2013).

## Biografia
Gran apassionat de la música des de ben petit, als dotze anys comença estudis de solfeig i piano. Acaba els estudis de secundària a Viladecans, la seva ciutat de naixement. S'instal·la a la ciutat de Barcelona i ingressa com a vocalista al duo Mediterráneo. Després de vuit anys es presenta als càstings del programa de televisió Operación Triunfo, restant entre els sis finalistes en l'edició del 2006.
Al maig del 2007 treu el seu primer disc, Remember (Universal Music), un àlbum de versions de hits dels 80 i 90, amb la producció de DaBruk, aconsegueix mantenir-se en la llista oficial de vendes Promusicae durant alguns mesos.
Treu dos singles, I Promised Myself amb un videoclip on fa de model de calendari i Big In Japan, un videoclip rodat a París, on comparteix història d'amor passional amb una model japonesa. El 2008 obté el premi Garamond per la producció del seu disc Remember, atorgat a Madrid per un jurat format per destacats músics i productors de l'escena musical nacional.
Realitza dues gires (2007 i 2008) que el porten per tot el territori nacional i també França, Andorra i Suïssa. Al febrer del 2009 s'instal·la a París per produir alguns dels tretze temes del seu nou album, el segon d'estudi en tres anys.
El 26 d'octubre del 2009 treu Luces y Sombras, repetint producció amb DaBruk i amb producció addicional d'Andreas Rickstrand (Suècia), Tony Sanchez-Ohlsson, i Kareem Junior (Dj i productor francès establert a Barcelona) i debutant com a productor i director artístic, amb el seu propi segell Label Sound Records. El seu primer single, Lógicamente No és una cançó dance, acompanyada d'un videoclip rodat a Barcelona.
A l'abril del 2010 treu comercialment 'Beautiful Life', un maxisingle amb cinc tracks i que inclou remixos de Danny Oton (Barcelona) i Mitchel Roland (Madrid), acompanyat d'un videoclip rodat a Barcelona que s'estrena el juny del 2010.
La gira "Luces y Sombras 2009" el promociona per tot el territori nacional i algunes ciutats europees com Lión, París, Berna o Helsinki.
El gener del 2011 treu Mis Trampas, tercer single de Luces y Sombras amb alguns remixes de Danny Oton i Paul Meyer, mantenint-se en el TOP 5 d'Itunes durant algunes setmanes. El tercer single ve acompanyat d'un videoclip sorprenent, ple d'efectes especials, que el promociona por tot el territori nacional, algunes ciutats europees i per Argentina, Uruguai i Mèxic, on comencen a radiar les seves cançons en diferents emissores. El mateix any apareix nu a la revista Primera Línea. Va tornar a fer el mateix a Instagram el 2016.
El 2014 va editar Jo crec en tu, la seva primera cançó en català.

## Discografia

### Àlbums
- 2007 - Remember (Vale Music/Universal)[7][8]
- 2009 - Luces y sombras (Label Sound Records)

### Singles
- 2007 - I Promised Myself (Vale Music/Universal)
- 2007 - What is Love (Vale Music/Universal)
- 2008 - Big in Japan (Vale Music/Universal)
- 2009 - Lógicamente no (Label Sound Records)
- 2010 - Beautiful Life (Label Sound Records)
- 2011 - Mis trampas (Label Sound Records)
- 2013 - Wish (Goal Songs)
- 2014 - I Believe In You (Galisteo Music)
- 2014 - Jo Crec En Tu(Galisteo Music)

### Videoclips
- 2007 - I Promised Myself (dir. Rita Clip!) Vale Music/Universal
- 2008 - Big in Japan (dir. Karim Benham) Vale Music/Universal
- 2009 - Lógicamente no (dir. Karim Benham) Label Sound Records
- 2010 - Beautiful Life (dir. Karim Benham) Label Sound Records
- 2011 - Mis trampas (dir. Karim Benham/Albert Salas) Label Sound Records
- 2014 - I Believe In You (dir. Karim Benham) Galisteo Music
- 2014 - Jo Crec En Tu (dir. Karim Benham) Galisteo Music